# Leiothrix beckii
Leiothrix beckii är en gräsväxtart som först beskrevs av Szyszyl. och Heinrich Wawra, och fick sitt nu gällande namn av Wilhelm Willy Otto Eugen Ruhland. Leiothrix beckii ingår i släktet Leiothrix och familjen Eriocaulaceae.

## Underarter
Arten delas in i följande underarter:
- L. b. beckii
- L. b. falcifolia